# Oreoweisia brevidens
Oreoweisia brevidens är en bladmossart som beskrevs av Theodor Carl Karl Julius Herzog 1939. Oreoweisia brevidens ingår i släktet alpmossor, och familjen Dicranaceae. Inga underarter finns listade i Catalogue of Life.